# Anticipo di mandata
Nell'ambito del ciclo di combustione del motore Diesel l'anticipo di mandata serve ad ottimizzare la combustione stessa, anticipando la mandata del gasolio alla camera o precamera di combustione ogni qual volta il motore aumenti di giri, così che il gasolio bruci prima che il pistone raggiunga il PMS (punto morto superiore) dove il rendimento è quasi nullo, perché nel motore diesel è il pistone stesso ad accendere il carburante comprimendolo. Esistono due tipi differenti di anticipo a mano ed automatico.
- L'anticipo a mano è costituito da un manicotto a scanalature elicoidali ed un anello scorrevole sul manicotto con due denti e due tiranti collegati all'acceleratore a mano ed all'anello scorrevole. Per far sì che funzioni bisogna agire sulla leva dell'acceleratore a mano. Tramite i due tiranti, l'anello scorrevole sul manicotto fa spostare l'albero a camme di un certo angolo così da anticipare la mandata del gasolio.
- L'anticipo automatico è formato da una scatola metallica composta da un manicotto a traversino collegato all'albero a camme della pompa da due asole, due masse centrifughe, ognuna delle quali presenta un perno che scorre nell'asola del manicotto, e dalle molle di richiamo delle masse.

Il funzionamento si ha quando il motore aumentando di giri fa aumentare di conseguenza la forza centrifuga che vincendo la resistenza delle molle allarga le masse. I perni delle masse scorrono nelle asole del traversino e determinano lo spostamento graduale del manicotto e di conseguenza dell'albero a camme, anticipando così la mandata del gasolio.
Nei moderni motori diesel automobilistici il sistema è stato soppiantato dal sistemi di Iniezione comandati da sistemi informatici talvolta dotati di sistemi di precompressione come il common-rail.